# Sean Hayes

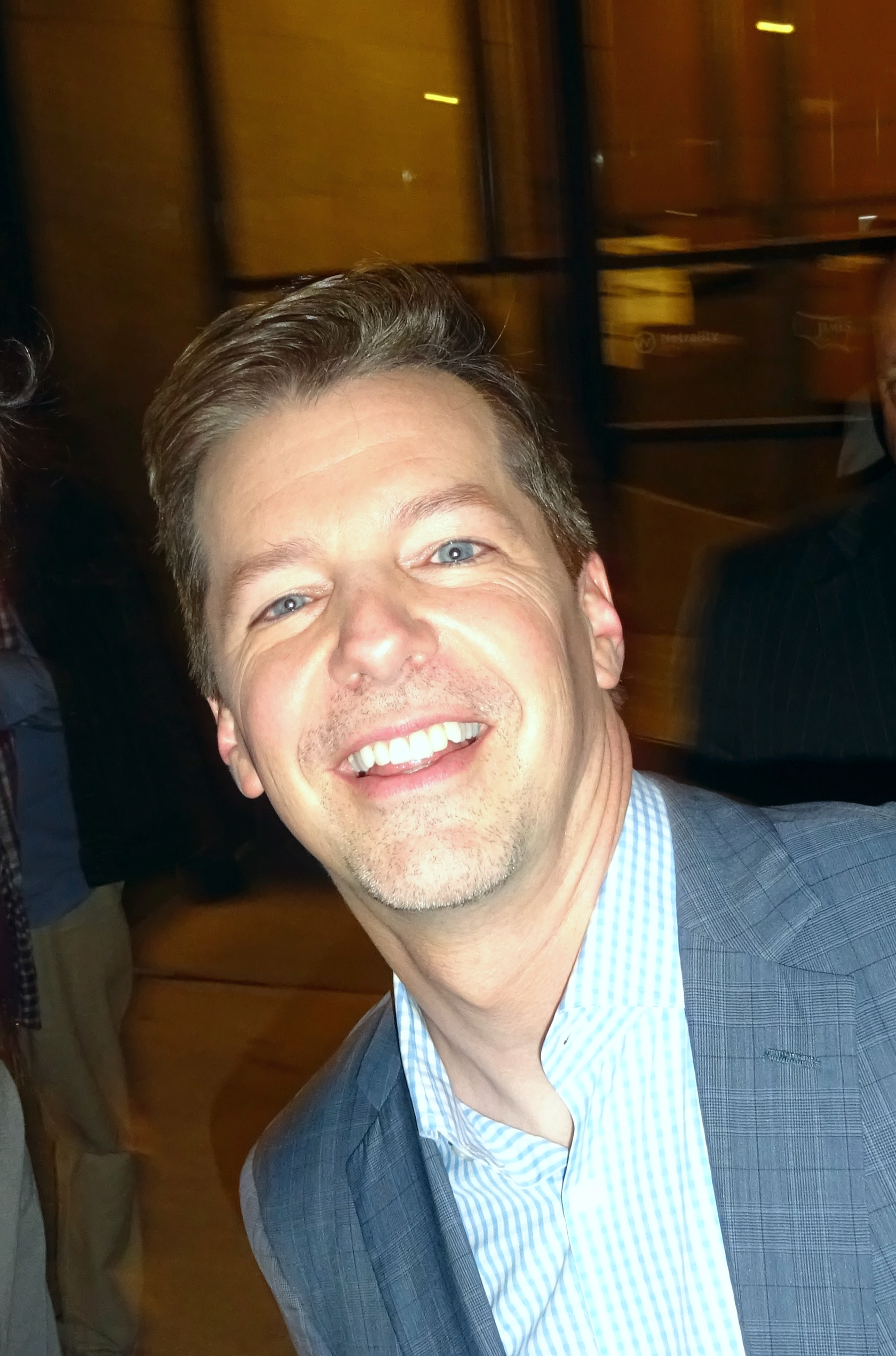
Sean Hayes (2016)

Sean Patrick Hayes (* 26. Juni 1970 in Chicago, Illinois) ist ein US-amerikanischer Schauspieler und Comedian.

## Leben
Sean Hayes studierte an der Illinois State University Musik, brach aber sein Studium ab. Zeitweise war er als Pianist tätig, er war auch Mitglied der Gruppe The Second City. Im Jahr 1995 zog er nach Los Angeles, wo er als Comedian tätig war. Im Jahr 1996 debütierte er als Filmschauspieler in dem Kurzfilm A & P, in dem er die Hauptrolle spielte. In der Komödie Billy's Hollywood Screen Kiss übernahm er 1998 ebenfalls die Hauptrolle.
Besonders bekannt wurde er durch die Rolle des Jack McFarland in der Fernsehserie Will & Grace, die er in den Jahren von 1998 bis 2006 spielte. Für diese Rolle war er in den Jahren 2000 bis 2005 jeweils für einen Golden Globe nominiert. In denselben Jahren war er außerdem für einen Emmy Award nominiert, den er 2000 gewann. Im Jahr 2000 war er für den American Comedy Award nominiert und gewann einen solchen 2001. In den Jahren 2001, 2003 und 2004 war er für den Golden Satellite Award nominiert. In den Jahren 2000 bis 2005 war er jedes Jahr für den Teen Choice Award nominiert, den er 2000, 2001 und 2004 gewann. Er gewann ebenfalls mehrfach, zuletzt 2006, einen Screen Actors Guild Award.
Nach dem Ende von Will & Grace spielte Hayes Gastrollen in verschiedenen Fernsehserien, meistens Sitcoms, darunter 30 Rock. Ab April 2010 war Hayes an der Seite von Kristin Chenoweth am Broadway in New York im Musical Promises, Promises in der Rolle des Chuck Baxter zu sehen. Am 9. April 2012 hatte er einen Gastauftritt in WWE Raw der Hauptshow von World Wrestling Entertainment. 2014 spielte er die Hauptrolle in der NBC-Sitcom Sean Saves the World, die Serie kam auf eine Staffel.
Für seinen Auftritt in dem Broadway-Stück Good Night, Oscar wurde Hayes im Jahr 2023 mit dem Tony Award als Bester Hauptdarsteller ausgezeichnet.
Sean Hayes ist homosexuell. Im November 2014 heiratet er seinen langjährigen Lebenspartner.

## Filmografie (Auswahl)
- 1996: Palm Beach-Duo (Silk Stalkings, Fernsehserie, Folge 6x08)
- 1996: A & P (Kurzfilm)
- 1998: Billy’s Hollywood Screen Kiss
- 1998–2006, 2017–2020: Will & Grace (Fernsehserie)
- 2001: Cats & Dogs – Wie Hund und Katz (Cats & Dogs, Sprechrolle)
- 2001: Scrubs – Die Anfänger (Scrubs, Fernsehserie, Folge 1x07)
- 2003: Pieces of April – Ein Tag mit April Burns (Pieces of April)
- 2003: Ein Kater macht Theater (The Cat in the Hat)
- 2004: Total verknallt in Tad Hamilton (Win a Date with Tad Hamilton!)
- 2007: Das Beste kommt zum Schluss (The Bucket List)
- 2007: 30 Rock (Fernsehserie, Folge 1x21)
- 2008: Soul Men
- 2011: Hot in Cleveland (Fernsehserie, Folge 3x05)
- 2012: Die Stooges – Drei Vollpfosten drehen ab (The Three Stooges)
- 2012: Portlandia (Fernsehserie, Folge 2x05)
- 2012: Parks and Recreation (Fernsehserie, Folge 4x18)
- 2012: Up All Night (Fernsehserie, 4 Folgen)
- 2012: Smash (Fernsehserie, 3 Folgen)
- 2013: American Dad (Fernsehserie, Folge 8x18, Sprechrolle)
- 2013: Sean Saves the World (Fernsehserie, 13 Folgen)
- 2014: The Comeback (Fernsehserie, Folge 2x08)
- 2014–2015: The Millers (Fernsehserie, 11 Folgen)
- 2020: Lazy Susan
- 2021: Q-Force (Fernsehserie, 10 Folgen)
- 2022: Am I OK?
- 2022: Murderville (Fernsehserie, 1 Folge)